# Franciszek Janicki
Franciszek Janicki (ur. w 1903 w Pułtusku, zamordowany w Pomiechówku w 1943) – piłsudczyk, leśnik, obrońca Kampinosu, oficer Armii Krajowej.

## Życiorys
Pochodził z rodziny o tradycjach patriotycznych – dziadek, Feliks Janicki (1837–1923), był uczestnikiem powstania styczniowego, stryj, Franciszek Janicki (1881–1941), uczestniczył w wojnie bolszewickiej, brat, Marian Janicki (1900–1940), został zamordowany przez NKWD w Katyniu. Syn Konstantego i Eleonory z d. Kowalskiej. Był piłsudczykiem. Jako 17-letni chłopak, ochotnik, walczył pod Kijowem w czasie wojny bolszewickiej. W czasie II wojny światowej też wyruszył jako ochotnik, dotarł do Serocka, gdzie w pobliskim Stanisławowie dziadek dowiedział się o jego wyprawie i kazał mu wrócić do domu. Franciszek Janicki połączył działalność w Armii Krajowej z codziennymi czynnościami – został kierownikiem tartaku w Puszczy Kampinoskiej, gdzie pomagał AK-owcom. Z jego tartaku pobierali drewno także mnisi ojca Maksymiliana Marii Kolbego do funkcjonowania Klasztoru w Niepokalanowie, gdzie dawano schronienie rannym i poszukiwanym. Franciszek Janicki przeprowadził przez Puszczę Kampinoską, przebijające się w stronę Warszawy, armie gen. Wiktora Thommée i Tadeusza Kutrzeby. 24 kwietnia 1943 r. został aresztowany przez Gestapo, na skutek donosu konfidenta, razem z Władysławem Grodeckim, Janem Królem i Witoldem Rogowskim. Dzieci i dalszą rodzinę zmuszono, by obserwowali aresztowanie i przesłuchiwanie zatrzymanych, w tym zastrzelenie ukochanego psa myśliwskiego. Niemcy usiłowali zmusić Franciszka Janickiego i jego pracowników, aby się przyznali do działalności konspiracyjnej w AK. Stanowczo zaprzeczali, więc Niemcy poprowadzili ich pieszo do miejscowości Narty. Samochodem zostali przewiezieni do Fortu w Pomiechówku. Witold Rogowski (praktykant leśny) wrócił do domu jesienią 1943 r. Pozostałych Niemcy zamordowali w Forcie, w czerwcu 1943 r.
W czasie ekshumacji w Forcie w 1945 r. żona Franciszka Janickiego – Jadwiga nie odnalazła ciała męża. Córka, Jadwiga Teresa, znalazła wtedy w budynku koszar ostatnie słowa wyryte przez ich ojca na ścianie: „Jadziu, dbaj o dzieci”. Napis nie zachował się.
Był mężem Jadwigi z d. Grądzkiej, mieli dwoje dzieci: Jadwigę Teresę i Andrzeja. Mieszkał z rodziną w Zamczysku w Puszczy Kampinoskiej.

## Upamiętnienie
W Pomiechowie ma symboliczny grób-pomnik Żołnierzy Armii Krajowej i in. Ofiar Terroru z lat 1943–1944 (przebudowany w 2012), wcześniejsza płyta nagrobna została przeniesiona do Fortu III w Pomiechówku. Na cześć bohaterskich obrońców Kampinosu co roku w Górkach jest celebrowana Msza Święta w pierwszą niedzielę września.